# Triclinium

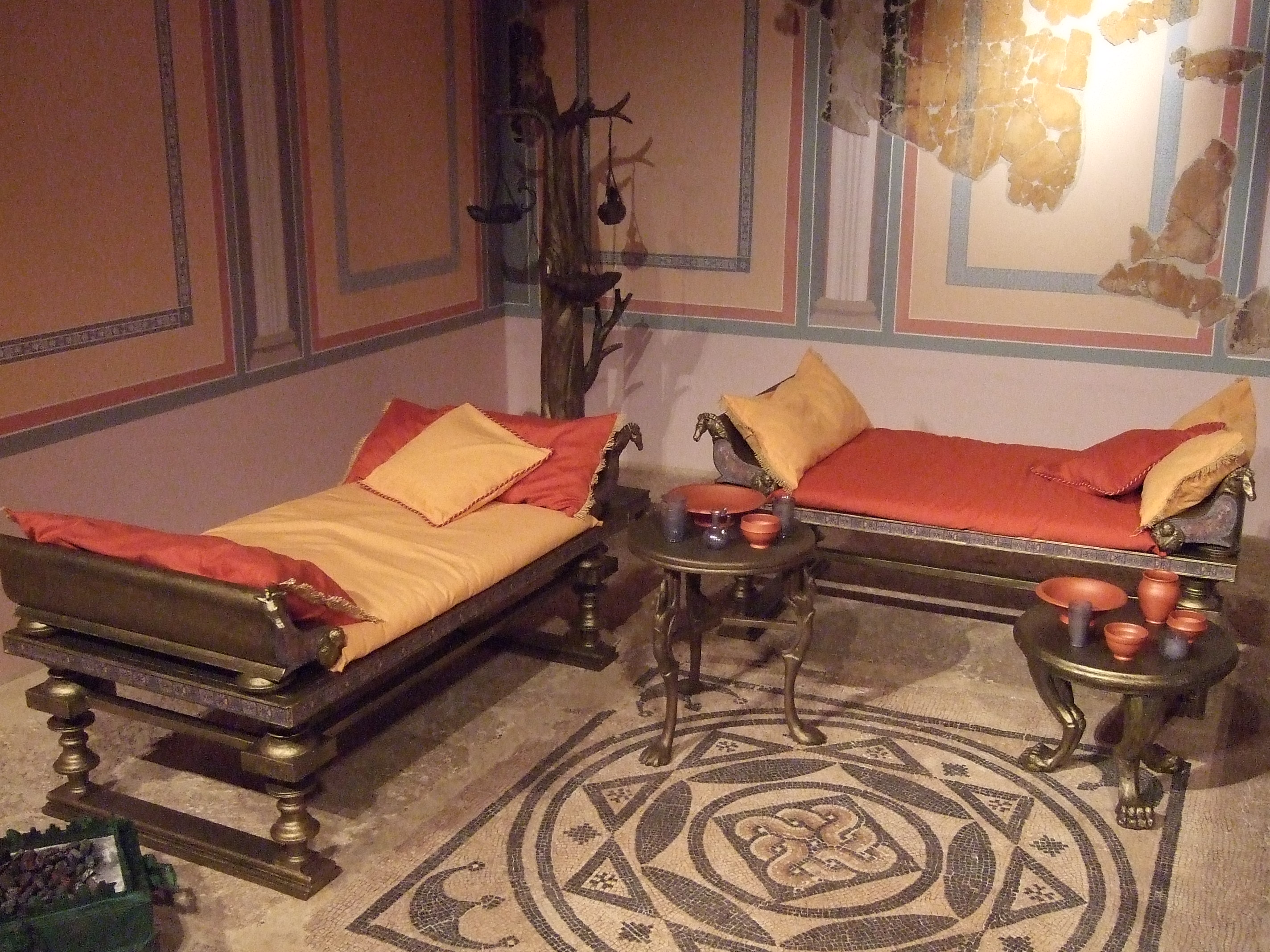
Triclinium v muzeu ve španělské Zaragoze

Triclinium bylo ve antickém Řecku a starém Římě večeřadlo, místnost pro pořádání hostin a přijímání hostů; původně v něm byla umístěna tři lehátka pravoúhle podél stěn tří stran nízkého stolu (odtud triclinium). Jiné slovníky překládají prostě jako jídelna.
V biblickém kontextu se objevuje na více místech - Genesis 27:19; Soudců 19:6; 1. Samuelova 20:5; 1. Královská 13:20; Amos 2:8; 6:4); 
Matouš 9:10; 26:7; Marek 6:22,39; 14:3,18; Lukáš 5:29; 7:36,37; 14:10; 17:7; Jan 12:2 U Jana 2:8,9 "správce hostiny (ČEP) byl správcem tohoto triclinia, nazýval se architriklinos.